# Jan Verschure
Joannes Adrianus Cornelis Bernardus Verschure ('s-Hertogenbosch, 7 juni 1893 - Bergen-Belsen, 29 april 1945) was een Nederlandse transportondernemer uit Hilversum, verzetsstrijder en landelijk organisator van voedselhulp en onderduik die samen met o.m. Jan Bottema honderden mensenlevens heeft gered tijdens de Tweede Wereldoorlog. Hij werd door de socialist Koos Vorrink tijdens de oorlog ook betrokken bij het Nationaal Comité, bedoeld als o.m. voorlopige naoorlogse regering. In het verzet heette hij ook wel Dikke Jan, terwijl hij als alias de naam Jan Holster gebruikte. Hij stierf in het concentratiekamp Bergen-Belsen aan tyfus, twee weken na de bevrijding van dat kamp.

## Vooroorlogse carrière en familie
Jan Verschure stamde uit een familie van handelaars en transporteurs. Vanaf de Grote Depressie had hij een vervoersbedrijf opgebouwd in Hilversum, Jan Verschure's Autodiensten. In 1937 vestigde hij het Nederlands Algemeen Bevrachting- en Expeditiekantoor (NABEK), aan de Wijnhaven in Rotterdam (Breede Hilledijk 62) en in 1939 opende hij een tweede kantoor, in Amsterdam, aan de Nicolaas Maesstraat 67, dat geleid werd door zijn zoon Koos. De familie Verschure was woonachtig in Hilversum in de Van Beuningenstraat 22.
Verschure was getrouwd met Adriana Johanna Josepha Dufay (1893-1984) en had een gezin met elf kinderen. Jan Verschure, een gelovige katholiek, voedde zijn kinderen in een sterk anti-Duitse houding op, omdat hij naar zijn zeggen het niet zou kunnen accepteren als zijn kinderen in een godsdienstloze dictatuur op zouden groeien.

## Aanstelling bij het Ministerie van Verkeer en Waterstaat
Verschure verloor zijn kantoor al bij het bombardement op Rotterdam op 14 mei 1940. Op advies van het Ministerie van Verkeer en Waterstaat trachtte hij zijn bedrijf niet opnieuw op te bouwen maar richtte in plaats daarvan de Auto Bevrachtings Dienst (ABD) op onder de afdeling vervoer van datzelfde ministerie. Het was de bedoeling dat Jan Verschure hier directeur van zou worden, maar vanwege zijn anti-Duitse houding werd hier geen toestemming voor verkregen. Hij ging verder met NABEK maar dit werd steeds moeilijker, gezien de verslechterende economische situatie. En in april 1941 werd hij aangesteld als controleur buitendienst van de Wet Autovervoer Goederen voor het regelen van transport voor fruitveilingen en veemarkten. Deze positie gaf hem de mogelijkheid om over een vervoermiddel en brandstof te beschikken en de nodige permissies om te reizen. Deze positie benutte hij uitsluitend voor illegaal werk.

## De Zeemanspot en het Natura Apparaat
De eerste groep van Nederlanders die onder druk werden gezet door de bezetter waren de families van de zeevarenden die weigerden terug te keren naar de bezette gebieden om zich onder Duitse controle te plaatsen. Na eerste dreigementen werden de rederijen in oktober 1941 geboden om het betalen van gages te stoppen.  Op verschillende plekken ontstonden spontane hulpcomités voor de betroffen families. Een van de grotere organisaties die hieruit voortgekomen is, is de zogenaamde Zeemanspot onder leiding van Abraham Filippo, een  gezagvoerder bij de Holland-Amerika Lijn (HAL). De Zeemanspot heeft bijgedragen aan de vorming van het Nationaal Steun Fonds dat onder leiding stond van Iman Jacob van den Bosch en Walraven van Hall.
Al snel werd het duidelijk dat niet alleen financiële maar ook praktische steun nodig was in de vorm van levensmiddelen, kleding etc. In het midden van 1941 benaderde Filippo Jan Verschure en Jan Bottema, een Ltz. 2e klasse der Koninklijke Marine die woonachtig was in Bussum. Verschure en Bottema hebben vervolgens het Natura Apparaat in het leven geroepen. 
Verschure en Bottema hadden beiden het voordeel dat ze aangesteld waren als inspecteurs van de Rijksverkeersinspectie en dus over eigen vervoermiddelen beschikten. De goederen voor Natura werden aangekocht tegen standaardtarieven, of gevorderd in naam van de Crisis Controle Dienst (CCD), Aan en Verkoopbureau van Akkerbouw producten (AVA) of Natura zelf. Vervoer naar vaste distributiepunten werd geregeld met gebruikmaking van vergunning van het Duitse leger of de ABD.
Tot de bevrijding in 1945 ontwikkelde het Natura Apparaat zich tot een landelijk netwerk van honderden organisatoren, leveranciers, vervoerders en distributeurs die collectief voor de ondersteuning van niet alleen families van zeevarenden maar ook de illegaliteit, families en nabestaanden van leden van het bredere verzet en onderduikers.
De relevantie van het Natura Apparaat wordt aangegeven door het lidmaatschap in 1944 in het zogenaamde De Kern, dat opgezet was door Van Hall als een centraal overlegorgaan van de verschillende landelijke verzetsbewegingen. Natura werd hier vertegenwoordigd door Jan Bottema (alias Van Buuren), Andries Teunissen (alias De Visser) en Jan Idema (alias Veldman). Het netwerk van Natura is tegen het einde van 1944 na de arrestaties van Teunissen en Bottema meer en meer gedecentraliseerd en in toenemende mate verbonden geraakt met de Landelijke Organisatie (LO). Zodoende worden activiteiten van Natura ook aangeduid als de "Natura commissie" of "LO Natura Apparaat".
Jan Verschure was een unieke persoonlijkheid; hij was welbespraakt, brutaal als het moest, een optimist met een diep geloof, dat hem in staat stelde ook onder grote druk en in het nauw gedreven steeds weer een oplossing te vinden. Een anekdote plaatst hem op het autoveer bij Dordrecht waar zijn auto door de veren zakt onder de last van 600 kg bonen voor Rotterdam. Jan Verschure stapt meteen op een groep NSB’ers af “Helpen jullie me even ja? Zoiets overkomt mij alleen. Ik geef het je te doen, zo’n rotbaan. Altijd maar smokkelwaar in beslag nemen en dan ook nog door je achterveren zakken”. De NSB’ers duwen de auto van het veer af en zorgen ervoor dat een lokale mecanicien de auto repareert. Weer op weg zwaaien controlerende Duitsers een rode lantaarn. Jan Verschure haalt een eigen rode lamp tevoorschijn en zwaait ermee terug.

## Het Nationaal Comité en het Englandspiel
Leden van het Natura Apparaat waren vaak ook betrokken bij andere verzetsorganisaties zoals de LO, NSF, de Orde Dienst (OD), verspreiding van illegale bladen, politiek verzet, etc. Dit was ook het geval voor Jan Verschure. Naast zijn activiteiten in Natura was hij ook actief in vele andere vormen van verzet zoals; hulp aan onderduikers, hulp aan neergeschoten piloten, spionage en militair verzet.
Jan Verschure was verder ook betrokken als organisator bij het Nationaal Comite (NC) dat onder leiding van Koos Vorrink, de voorzitter van de Sociaal Democratische Arbeiders Partij, een politieke basis voor verzet en wederopbouw opbouwde. Het NC was een comité dat een grotere groep van vertegenwoordigers van de Nederlandse maatschappij vertegenwoordigde dat tezamen was gevoegd in het Grootburgercomite. Vorrink identificeerde begin maart 1942 de verdere “hoofden” van NC als “minister Verschuur, Schouten Rotterdam, minister van Dijk, ir. Ringers, bankier Menten”. Het voornaamste doel van het NC was om een politieke basis te leggen die kon voorkomen dat bij een plotseling machtsvacuüm, door een Duitse nederlaag of coup tegen Hitler, Nederland van een chaos en “bijltjesdag” kon behoeden. Wat Jan Verschures rol in deze groep precies geweest is is niet duidelijk. Zeker is dat Jan Verschure als organisator opereerde en onderduikadressen organiseerde voor Vorrink en anderen.
Het NC had grote behoefte aan communicatie met de Nederlandse regering in Londen. Omdat alle Nederlandse agenten die door de Britse Special Operations Executive (SOE) boven Nederland waren gedropt opgepakt waren door de Duitsers in het zogenaamde Englandspiel, te beginnen met Thijs Taconis en Huub Lauwers die gearresteerd werden op 6 maart 1942, gaf dit enorme mogelijkheden voor de Gestapo en de Abwehr om in het Nederlandse verzet te infiltreren. De infiltrant of 'Vertrauensmann' die voor de twee leidende Duitsers Joseph Schreieder en Hermann Giskes van de Gestapo en Abwehr erin slaagde dicht bij het NC te komen was Anton van der Waals (alias de Wilde). Van der Waals verkreeg rapporten – inclusief een op microfilm gezet rapport over het Natura apparaat - en grote hoeveelheden spionagemateriaal dat voor de geallieerden en de Nederlandse regering in Londen bestemd was. Deze rapporten van de hand van Vorrink waren vaak van een meer abstract politiek gehalte en werden via door de Duitsers gecontroleerde zenders aan Londen overgeseind. Vorrink en zijn medestrijders hadden een groot vertrouwen in De Wilde. Op 1 april 1943 werd het NC – en vele geassocieerde verzetsstrijders - vanwege deze infiltratie opgerold.

## Arrestatie en gevangenschap
Jan Verschure verbleef op zaterdag 13 maart 1943 in Hotel den Deijl in Wassenaar, ogenschijnlijk vanwege autopech, terwijl hij op weg was naar Den Haag. Hij had zich ingeschreven onder de naam Holster. Het arrestatierapport van de politie geeft aan dat het persoonsbewijs waarmee Jan Verschure zich geregistreerd had op de lijst van verloren of ontvreemde persoonsbewijzen voorkwam. Zodoende werd hij door agent Looijenstein en een collega om 0:15 opgepakt en naar het bureau overgebracht. De agenten vonden ook een geladen pistool en aantal persoonsbewijzen (deels ingevuld en van foto's voorzien). Om 13:30 op diezelfde dag wordt Jan Verschure overgedragen aan de Sicherheitspolizei – ogenschijnlijk op voorspraak van Van der Waals na navraag van Schreierder - en op transport gesteld naar het hoofdkwartier van de Gestapo in de Euterpestraat in Amsterdam, waar hij enkele dagen werd verhoord. Vervolgens ging hij naar de gevangenis van Scheveningen (Oranjehotel). Uiteindelijk belandde Jan Verschure in kamp Haaren, waar gijzelaars en in het Englandspiel opgepakte agenten en verzetsstrijders gevangen werden gehouden, in kamer 74 op afdeling 2a.
Gedurende zijn gevangenschap smokkelde Jan Verschure verschillende korte en lange brieven uit de gevangenis. In deze brieven schreef hij instructies die moesten voorkomen dat anderen werden opgepakt: “Hier trachten ze ons ook tegen elkaar uit te spelen en zeggen ze b.v. gerust dat Koos alles verraden heeft. Zo denken me aan ’t praten te krijgen”. “Ik heb hen [de Duitsers] uitdrukkelijk gezegd en heb het bovendien 2x schriftelijk vastgelegd, dat ik op geen enkele zaak noch persoon bekend of onbekend antwoord geef. Evenmin geef ik inlichtingen over werkwijze of iets dergelijks. Met Gods hulp, en die heb ik God zij dank, komen ze van mij niets te weten."

### Sachsenhausen
In april 1944 werd Jan Verschure samen met Koos Vorrink, diens broer Adri Vorrink die van het begin af aan bij Verschures verzetswerk betrokken was geweest, liberaal politicus Bram Rutgers, de algemeen gemachtigde voor wederopbouw en bouwnijverheid ir. Johan Ringers die na de oorlog minister van Wederopbouw werd, de katholieke minister Timotheus Josephus Verschuur, burgemeester Klaas Toornstra, de fractievoorzitter van de Anti-Revolutionaire Partij Jan Schouten en de student Piet Dwarshuis op transport gesteld van Vught naar het concentratiekamp Sachsenhausen. Piet Dwarshuis was de enige in deze groep van “prominenten” die niet betrokken was geweest bij het NC. Waarschijnlijk is hij bij deze groep gevoegd om administratieve redenen. De groep werd op 26 april geregistreerd als “Schutzhäftlinge” met de nummers: Rutgers (78599), Ringers (78600), Verschure (78601), Toornstra (78602), A. Vorrink (78603), Dwarshuis (78604), Verschuur (78605), Schouten (78606) en J. Vorrink (78607).
Terwijl de meeste gevangenen van Sachsenhausen gedurende de dag buiten de poorten van het concentratiekamp werkten, moest deze groep binnen de muren van het kamp blijven. In september 1944 werden Verschure, Dwarshuis, Rutgers en Ringers op de Schreibstube tewerkgesteld. De Schreibstube is het administratieve centrum van het concentratiekamp. Jan Verschure werkte op de cartotheek van de “Arbeitseinsatz”, terwijl de andere drie op de “Effektenkammer” werden geplaatst. Dit waren zeer gewilde werkplekken die niet alleen bescherming boden tegen het onvoorspelbare en wrede kampleven, maar ook mogelijkheden om het leven van anderen te verbeteren. Jan Verschure maakte van deze mogelijkheid gebruik om zo veel mogelijk anderen te helpen. Verschure veranderde de werkcommando van Nederlandse gevangenen om hun kans op overleven te vergroten. Een van de meest gedurfde staaltjes van Verschures moed zijn na de oorlog beschreven door zijn verzetskameraad Andries Teunissen die in het Nationaal Steundfonds aktief was:
“Op een morgen, nadat ‘s nachts o.a. een aantal Luxemburgse politieke gevangenen was gefusilleerd, kwam op de “Schreibstube” waar Verschure de leiding had, een Unterscharfuhrer van de S.S. binnenstappen. Zoals voorgeschreven was, sprongen alle gevangenen direct in de houding en wachtten af, wat deze beul zou gaan vertellen. De zojuist binnengekomene was namelijk een van de meest gevreesde SS'ers. Hem was het toezicht en de leiding van de gaskamers toevertrouwd. Een bezoek van dezen wreedaard voorspelde weinig goeds. Allen verkeerden in grote spanning; onderdanig was de houding van de Duitse gevangenen. Verschure keek den binnengekomen echter vrij en onbevangen aan, toen bleek, dat de SS'er hem moest spreken. De opdracht luidde, dat voor 6 uur ’s avonds een lijst moest worden samengesteld met alle namen, gevangenennummers en baraknummers van de in het kamp aanwezige Engelse en Amerikaanse onderdanen. De bedoeling hiervan was ons allen duidelijk. Een dergelijke opgave van den leider van de gaskamer, voorspelde voor de betrokkenen niet veel goeds. Met grote tegenzin werd de opdracht aangehoord. Alleen Verschure antwoordde met een kort en krachtig: “Jawohl Herr Unterscharfuhrer”. Wij begrepen het niet. Zou Jan zo maar zonder meer zijn geallieerde vrienden voor de gaskamer uitzoeken en uitleveren?
De kaarten van de gevangenen waar het om ging, werden uitgezocht. In totaal waren het vijftien man. Toen wij zover waren was ook Verschure gereed met zijn plan! Wat er ook van komen zou, een ding stond bij hem vast, nooit zou door toedoen van een Hollandse medegevangene een Engelsman of Amerikaan in de gaskamer van Sachsenhausen omkomen. Hij overwoog niet, wat de gevolgen voor hemzelf zouden zijn, indien de vervalsing, die hij van plan was uit te voeren, aan het licht zou komen.
Te midden van de spiedende ogen van zijn Duitse medegevangenen, die reeds meerdere malen volkomen onbetrouwbaar gebleken waren, radeerde hij op de kaarten de nationaliteitsvermeldingen van vijftien Engelsen en Amerikanen. De kwaliteit van het papier was zeer slecht, zodat dit werk zeer voorzichtig moest gebeuren. Voor de Amerikanen vermeldde hij als nieuwe nationaliteit Mexicaan of Argentijn, terwijl de Engelsen in Ieren veranderd werden. Dit laatste was te meer gevaarlijk, daar slechts een klein aantal gevangenen uit deze landen aanwezig was.
Hierna werden de kaarten weer bij de andere in de kartotheek gevoegd en moest het gevaarlijkste gedeelte van dit werk nog beginnen. De gevangene zelf moesten nog gewaarschuwd worden en bovendien diezelfde dag overgeschreven worden naar andere barakken. Zij moesten uit de barakken, waar zij gelegerd waren al Engelsman of Amerikaan, vertrekken en in de nieuwe barakken volgens hun nieuwe nationaliteit worden in geschreven. Dit alles moest gebeuren, terwijl de betrokkenen onder streng toezicht in het kamp aan het werk waren en het voor andere gevangenen verboden was met hen te spreken. Met een van zijn Hollandse vrienden heeft Verschure deze moeilijke en gevaarvolle opdracht ten uitvoer gebracht. Alle betrokkenen werden gewaarschuwd en tegelijkertijd gerustgesteld.
De grote vraag was nu voor Jan en zijn vrienden, hoe de Unterscharfuhrer van de gaskamer zou reageren als hem ’s avonds verteld werd, dat er geen Engelsen en Amerikanen in het kamp aanwezig waren terwijl hij weten kon dat ze er wel waren. Zonder hulp van anderen voerde Verschure zelf deze moeilijke opdracht uit. Toen omstreeks zes uur, vlak voor het sluiten van het bureau, de boef met veel lawaai weer binnenkwam en vroeg of de lijst gereed was, sprong Verschure voor hem in de houding, sloeg duidelijk hoorbaar de hakken tegen elkaar en vertelde, dat de gehele dag naar Engelsen en Amerikanen in de kartotheek gezocht was, maar dat er geen enkele gevonden was.
Hij kreeg een half uur de tijd om den woedende Duitser de lijst te verstrekken. Ook de Duitse medegevangenen gingen ernstig mee aan het zoeken, maar niemand vond ook maar een gezochte kaart. Tot driemaal toe werd Verschure die avond en nacht uit zijn barak gehaald, omdat men meende, toch een Amerikaan gevonden te hebben. Aan de hand van de vervalste kaarten kon hij aantonen, dat het geen Amerikaan maar een Mexicaan betrof en van het ombrengen van Mexicanen had de Unterscharfuhrer geen opdracht ontvangen.”

### Bergen-Belsen
Jan Verschure verbleef in Block 17 en werd op 4 januari 1945 in de ziekenbarak (Krankenrevier) opgenomen met een voorhoofdsholteontsteking. Hierdoor werd hij op 4 februari op een “Himmelfahrt-kommando” gezet naar het concentratiekamp Bergen-Belsen. 
Jan Verschure kwam op 6 februari 1945 in Bergen-Belsen aan in een transport met 2224 andere gevangenen. In deze periode, zo dicht bij de bevrijding, terwijl het Derde Rijk uiteenviel, verslechterde de situatie in Bergen-Belsen erg snel. Voedsel ontbrak en de gevangenen werden geteisterd door verschillende ziektes, voornamelijk buiktyfus. Het kamp werd op 15 april 1945 bevrijd door Engelse militairen, die een onbeschrijfelijke hel aantroffen. Tussen de gevangenen bevonden zich ongeveer 160 Nederlandse staatsburgers. Op 29 april 1945, twee weken na de bevrijding van het kamp, overleed Jan Verschure alsnog aan algemene uitputting en vlektyfus in Barak 4 - een van de meest gevreesde barakken - en werd hij door Nederlandse medegevangenen in een van de massagraven te ruste gelegd.

## Na de oorlog
De kameraden van Jan Verschure, die teruggekeerd zijn uit Sachsenhausen na de beruchte dodenmars overleefd te hebben, namen via het Nederlandse Rode Kruis en de Groote Advies-Commissie der Illegaliteit het initiatief tot een onderzoek naar de zeer gebrekkige hulp die Nederlandse politieke gevangen en gedeporteerden van het Nederlandse Rode Kruis en de Nederlandse regering hadden gekregen. Vorrink was voorzitter en Teunissen was lid van deze commissie die tot een aantal zeer negatieve observaties kwam dat een legio aan tekortkomingen "vrijwel allen terug te brengen tot een tekort aan initiatief, durf en fantasie en een teveel aan formalisme en bureaucratie - er de oorzaak van zijn dat duizenden Nederlanders het leven hebben verloren, naar menselijke berekeningen, bij tijdige hulpverlening zouden zijn gered".
De familie van Jan Verschure was gedurende de oorlog door de zeemanspot ondersteund. Na de oorlog en tot haar dood in 1984 ontving zijn vrouw een pensioen van de Stichting 1940-1945.
Jan Verschure ontving postuum op 7 mei 1953 de " Medal of Freedom with Bronze Palm" vanwege zijn bijdrage aan het Nederlandse verzet. Deze is door zijn nabestaanden in eerste instantie gedoneerd aan de Gedenkstätte Sachsenhausen en is op aandringen van nabestaanden in 2014 naar het Nationaal Bevrijdingsmuseum 1944-1945 verplaatst waar het nu deel uitmaakt van de permanente tentoonstelling.
In 1955 werd in Hilversum een straat (Verschurestraat) naar hem vernoemd.
Op 29 maart 2014 is het massagraf waar Jan Verschure vermoedelijk begraven is herondekt. Deze vondst was gebaseerd op een kaart die getekend was door een van de ex-politieke gevangenen Ed van Lambaart die Jan Verschure te grave gedragen heeft en verder bevestigd door geofysisch onderzoek.

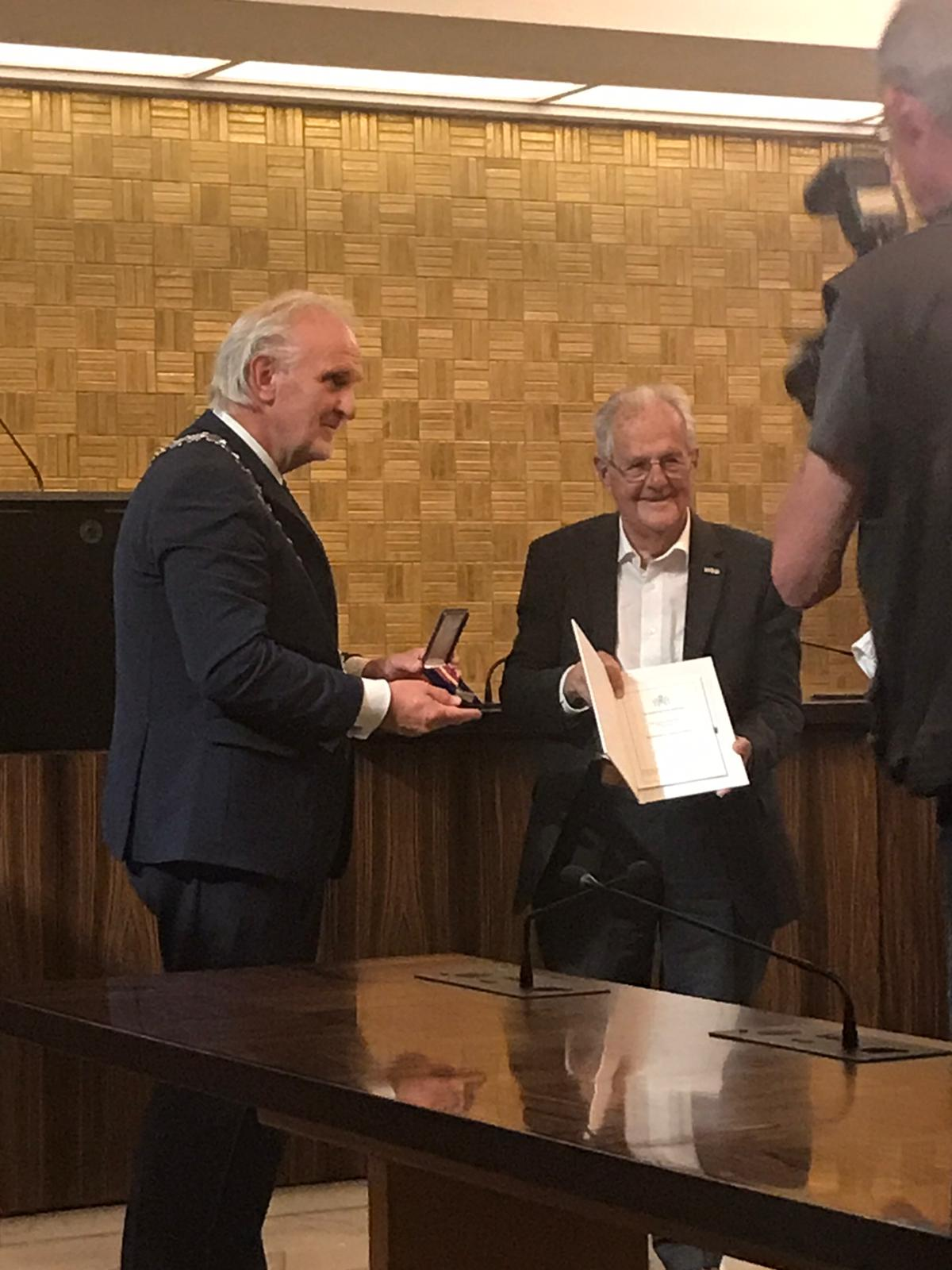
Karel Verschure (rechts) ontvangt medaille en oorkonde van burgemeester Pieter Broertjes in een ceremonie op het Hilversumse gemeentehuis.

Op 21 augustus 2020 aan Jan Verschure postuum het Mobilisatie-Oorlogskruis toegekend als erkenning voor zijn verzetswerk. Deze werd in ontvangst genomen door zijn zoon Karel Verschure (zie foto). 